# Działko NS-37
NS-37 – automatyczne działko lotnicze produkcji radzieckiej.

## Historia
Wykorzystywało długi nabój skonstruowany na potrzeby niezbyt udanego działka Szpitalnyj Sz-37.
Pierwszy projekt został stworzony przez A. E. Nudelmana i A. Suranowa z biura konstrukcyjnego OKB-16 w kwietniu 1941 r. i zaaprobowany do dalszych prac w czerwcu. Po próbach frontowych w 1943 zostało przyjęte do uzbrojenia na samolotach ŁaGG-3 i Jak-9 (montowane między tłokami silnika V), Ił-2 (pod skrzydłami) i Su-8 (pod kadłubem, tylko prototyp).

Silny nabój miał być skuteczny przeciw celom naziemnym i powietrznym. Zakładano przebijanie górnych pancerzy niemieckich czołgów jak i zniszczenie wrogiego bombowca jednym trafieniem. Wskazywało na to m.in. doświadczenie z samolotami Airacobra. Przebicie górnego pancerza czołgu wymagało jednak prawie prostopadłego trafienia (kąt ponad 40°), co w warunkach bojowych było trudne do uzyskania. Ponadto, silny odrzut i stosunkowo niska szybkostrzelność powodowały trudności z celowaniem. W uzbrojonej w NS-37 wersji Jaka-9T (T – od tankowyj, (przeciw)czołgowy, lub tiażołyj – ciężki) właściwie tylko pierwszy pocisk był celny, następne ulegały rozproszeniu; pilotów szkolono, by strzelać krótkimi, 3-nabojowymi seriami. Z tego względu działko zostało po wojnie zastąpione przez strzelające słabszym (37 × 155 mm) nabojem działko N-37.